# 2016年10月逝世人物列表
2016年逝世人物列表：1月 - 2月 - 3月 - 4月 - 5月 - 6月 - 7月 - 8月 - 9月 - 10月 - 11月 - 12月
2016年10月逝世人物列表，是用于汇总2016年10月期间逝世人物的列表。

## 依日期排序

### 31日
- 阿卜杜勒·馬吉德·科卡爾（英语：Abdul Majid Cockar），93歲，肯尼亞法官，前首席大法官（英语：Chief Justice of Kenya）。[1]
- 安迪·希爾（英語：Andy Hill），54歲，美國政治人物，前華盛頓州參議院（英语：Washington State Senate）議員，死於肺癌。[2]
- 弗拉基米爾·澤爾丁（英语：Vladimir Zeldin），101歲，俄羅斯戲劇和電影演員、蘇聯人民藝術家。[3]

### 30日
- 夏梦，原名杨濛，84岁，香港电影表演艺术家。[4]
- 杨志良，52岁，中国天文学家，北京师范大学天文系教授、原天文系副主任。[5]
- 雷吉·布爾曼（英语：Reg Boorman），80歲，新西蘭政治人物，前新西兰议会懷拉拉帕（英语：Wairarapa (New Zealand electorate)）議員。[6]
- 詹姆斯·格拉諾斯（英语：James Galanos），92歲，美國時裝設計師。[7]
- 柯顺美，86岁，新加坡卫生部前常任秘书兼医务总监，死於中風。[8]
- 張譚愛蓮，香港慈善家，已故殷商胡禧堂外孫女、已故張祝珊家族成員張玉麟的第二任妻子、張祝珊英文中學校監（1979年－2006年）。[9]

### 29日
- 羅伯特·貝爾凡蒂（英语：Robert Belfanti），68歲，美國政治人物，前宾夕法尼亚州众议院议员。[10]
- 保羅·利布基（英语：Paul Luebke），70歲，美國政治人物，前北卡罗来纳州众议院議員，死於淋巴瘤。[11]
- 宾索万，80岁，前柬埔寨人民革命党总书记，柬埔寨人民共和国前总理，柬埔寨国会议员。[12]
- 巴里·斯托特（英语：Barry Stout），79歲，美國政治人物，前宾夕法尼亚州众议院與参议院议员。[13]
- 約翰·東布羅夫斯基·羅伯茨 (英語：John D. Roberts)，98歲，美國化學家。[14]

### 28日
- 梅爾赫姆·巴拉卡特（英语：Melhem Barakat），71歲，黎巴嫩歌手。[15]
- 白拉斐（英語：Sir Nicholas Brathwaite），91歲，前格林納達總理。[16]
- H·凱·赫奇（英語：H. Kay Hedge），88歲，美國政治人物，前艾奥瓦州参议院議員。[17]
- 安吉莉娜·科普卡（英语：Angeline Kopka），100歲，美國政治人物，前新罕布什尔州众议院議員。[18]
- 夏夢，83歲，香港女演員。[19]

### 27日
- 王砚泉，100岁，昆明军区副政委，中华人民共和国少将。[20]
- 三笠宫崇仁亲王（日語：三笠宮崇仁親王），100岁，日本皇室成员，昭和天皇之弟，死於心脏衰竭。[21]
- 苏珊·林德奎斯特（英語：Susan Lindquist），67岁，美国生物学家。[22]
- 布萊恩·希爾（英语：Brian Hill (footballer, born 1941)），75歲，英格蘭足球運動員（考文垂）。[23]
- 納爾遜·皮內多（英语：Nelson Pinedo），88歲，哥倫比亞歌手，死於中風。[24]
- 查禾嬅，英語：，19歲，甘比亞女子足球隊守門員，溺斃。[25]

### 26日
- 比格尔·拉森（英语：Birger Larsen (director)），54歲，丹麥電影導演。[26]
- 高井有一（日语：高井有一），84歲，日本作家，死於心臟衰竭。[27]
- 普林俊，48歲，前中國單車運動員、香港單車隊教練員。[28]

### 25日
- 卡洛斯·阿爾貝托（葡萄牙語：Carlos Alberto Torres），72歲，巴西足球運動員，死於心臟病。[29]
- 徐鍾杓（朝鲜语：서종표），71歲，韓國政治人物，前韓國國會比例代表制議員。[30]
- 莎發·海里（英语：Safa Haeri），79歲，伊朗裔法國記者。[31]
- 小·伯尼特·R·馬班克（英语：Burnet R. Maybank Jr.），92歲，美國律師和政治人物，前南卡羅來納州副州長（英语：List of lieutenant governors of South Carolina）。[32]
- 托馬斯·倫茨勒（英語：Thomas Rentschler），84歲，美國政治人物，前俄亥俄州眾議院議員。[33]

### 24日
- 豪尔赫·巴特列（西班牙語：Jorge Batlle Ibáñez），88岁，乌拉圭前总统（2000-2005），死於脑出血。[34]
- 埃迪·克里斯蒂（英语：Eddy Christiani），98歲，荷蘭音樂家和作曲家。[35]
- 西·侯爾瑪（英语：Siv Holma），64歲，瑞典政治人物，前瑞典議會北博滕省議員。[36]

### 23日
- 湯姆·海登（英語：Tom Hayden），76岁，美国社会运动家与政治人物，死於心脏病。[37]
- 平幹二朗（日语：平幹二朗），82岁，日本演员。[38]（死亡发现日期）
- 哈利法·本·哈馬德·阿勒薩尼（阿拉伯語：خليفة بن حمد آل ثاني），84歲，前卡塔尔埃米尔（1972-1995）。[39]
- 薩米·史密斯（英语：Sammy Smyth），91歲，北愛爾蘭足球運動員（伍尔弗汉普顿流浪）。[40]
- 石田章六（日語：石田 章六），日本人，84歲，第六代山口組顧問。[41]
- 李得浓，中国人，67岁[42]，潮州木雕工匠，潮州木雕代表性传承人[43]。
- 皮特·彭斯（英語：Pete Burns），57岁，英国歌手，死於心脏病。

### 22日
- 張小雨，25歲，中國大陸女藝人，死於白血病。[44]
- 安東·波斯特馬（英语：Antoon Postma），87歲，荷蘭人類學家。[45]
- 瓦列莉婭·札卡倫納（英语：Valeriya Zaklunna），74歲，烏克蘭女演員和政治人物，前乌克兰最高拉达議員。[46]

### 21日
- 冯亚东，63岁，中国刑法学家，中国法学会刑法学研究会理事，西南财经大学法学院教授、刑事法学研究所所长。[47]
- 小坂憲次（日语：小坂憲次），70歲，日本政治人物，前文部科學大臣、众议院及參議院議員。[48]
- 克萊門特·米楚（英语：Clément Michu），79歲，法國演員。[49]

### 20日
- 小路启之（日语：小路啓之），46岁，日本漫画家，死於交通事故[50]。
- 田部井淳子（日語：田部 井淳子），77歲，日本登山家，世界第一個成功登頂珠穆朗瑪峰的女性，死於腹膜癌。[51]
- 李永熙（韓語：이영희 (1943년)），73歲，韓國政治人物，前韓國勞動部部長（朝鲜语：대한민국의 고용노동부 장관）。[52]
- 肝付兼太（日語：肝付 兼太），本名肝付兼正（日語：肝付 兼正），80岁，日本声优，曾为动画《哆啦A夢》中的小夫配音，死於肺炎[53]。
- 肯尼思·布蘭特（英語：Kenneth Brandt），77歲，美國政治人物，前賓夕法尼亞州眾議院議員。[54]
- 蓋爾·科格迪爾（英语：Gail Cogdill），79歲，美國美式足球運動員（底特律雄狮）。[55]
- 喬治·柏夫利迪斯（英语：Giorgos Pavlidis），60歲，希臘政治人物，前东马其顿-色雷斯大區區長，死於癌症。[56]

### 19日
- 薩費特·貝里沙（英语：Safet Berisha），66歲，阿爾巴尼亞足球運動員（地拉那遊擊隊）。[57]
- 拉杜·坎佩亞努（英语：Radu Câmpeanu），94歲，羅馬尼亞政治人物，前罗马尼亚参议院議員。[58]

### 18日
- 戴夫·科爾克拉夫（英语：Dave Colclough），52歲，威爾士職業撲克玩家，死於癌症。[59]
- 威廉·麥克爾維（英语：William McKelvey），82歲，英國政治人物，前英國下議院基爾馬諾克和勞登選區議員。[60]

### 17日
- 賀軍政，62歲，台灣演員，死於膀胱癌。[61]
- 埃迪·阿普爾蓋特（英语：Eddie Applegate），81歲，美國演員（《緋聞計劃》）。[62]
- 勞里·戴維（英语：Laurie Dwyer），77歲，澳洲澳式足球運動員。[63]

### 16日
- 毕安生（法語：Jacques Picoux），67岁，法国人，台湾大学外文系教授，坠楼自杀身亡。[64]
- 米奇·伯恩（英语：Mickey Byrne），93歲，愛爾蘭板棍球運動員。[65]
- 基吉利五世（英语：Kigeli V of Rwanda），80歲，盧旺達末代國王（英语：List of kings of Rwanda）。[66]
- 葉謀遵，85歲，香港新昌營造公司前主席[67]。

### 15日
- 馬塞爾·伯傑（英语：Marcel Berger），89歲，法國數學家。[68]
- 丹尼斯·伯德（英语：Dennis Byrd），50歲，美國美式足球運動員（纽约喷气机），死於交通意外。[69]

### 14日
- 杨士林，98岁，浙江省政协原副主席，浙江大学原校长。[70]
- 宋榮（朝鲜语：송영 (소설가)），70歲，韓國小說家。[71]
- 讓·亞歷山大（英语：Jean Alexander），90歲，英國女演員（《加冕街》）。[72]
- 沃納·萊默希特（英语：Werner Lämmerhirt），67歲，德國創作歌手和吉他手。[73]

### 13日
- 拉玛九世，本名普密蓬·阿杜德，泰国却克里王朝第九代国王，有确切记录在位时间第二长的独立主权君主。[74]
- 达里奥·福（義大利語：Dario Fo），90岁，意大利剧作家，1997年诺贝尔文学奖得主，代表作《一个无政府主义者的意外死亡》。[75]
- 彭迪思（英語：Jim Prentice），60歲，加拿大政治人物，2014年至2015年間擔任第16任亞伯達省省長，死於空難。[76]
- 迪莉婭·達文（英语：Delia Davin），72歲，英國的中國婦女研究先驅，死於癌症。[77]
- 亞歷山大·肖明（英语：Aleksandr Syomin），73歲，蘇聯阿塞拜疆足球運動員（尼菲治）。[78]

### 12日
- 加布尔·阿巴克尔（Jaber al-Bakr），22岁，在德国的叙利亚难民，恐怖袭击嫌疑犯，在监狱中上吊自杀身亡。[79]（死亡发现日期）
- 趙石堯，80歲，曾任臺灣電視公司導播，已故歌仔戲演員青蓉之夫、第23屆金鐘獎電視金鐘獎導播獎獲獎者，病逝。[80]
- 權赫株（朝鲜语：권혁주 (바이올린 연주자)），30歲，韓國小提琴家。[81]
- 托馬斯·米卡爾·福特（英语：Thomas Mikal Ford），52歲，美國演員和喜劇演員，死於胃動脈瘤。[82]
- 唐納德·M·菲利普斯（英语：Donald M. Phillips），87歲，加拿大政治人物，前不列顛哥倫比亞省省議會南皮斯河（英语：South Peace River）選區議員。[83]

### 11日
- 莊奴（本名王景曦），95歲，臺灣華語流行音樂作詞家，以歌曲《小城故事》、《甜蜜蜜》成名。[84]
- 史篤士（英語：George H. Stokes），94歲，英國基督教社工，香港青年協會創辦人及副贊助人、香港基督少年軍第三分隊首任隊長。[85]
- 赵维臣，88岁，中国全国政协原常委，中国联通首任董事长。[86]
- 大衛·安廷（英语：David Antin），84歲，美國詩人和表演藝術家。[87]
- 彼得·雷諾茲（英语：Peter Reynolds (composer)），58歲，威爾士作曲家。[88]

### 10日
- 格里·高（英语：Gerry Gow），64歲，蘇格蘭足球運動員（布里斯托尔城、曼彻斯特城、罗瑟勒姆），死於癌症。[89]
- 貢薩洛·維加（英语：Gonzalo Vega），69歲，墨西哥演員。[90]
- 田中一成（日語：田中 一成），49歲，日本聲優，死於脑干出血。[91]

### 9日
- 安德烈·華依達（波蘭語：Andrzej Wajda），90岁，波兰导演。死於肺衰竭。[92]
- 瑪瑪多·德姆貝利（英语：Mamadou Dembelé），82歲，馬里醫生和政治人物，前總理。[93]
- 多恩·芬德勒（英语：Donn Fendler），90歲，美國荒野倖存者。[94]
- 川島道行（日语：川島道行），47岁，日本歌手，“BOOM BOOM SATELLITES（日语：BOOM BOOM SATELLITES）”乐队主唱，死於脑肿瘤[95]。

### 8日
- 郭金發，72岁，台灣歌手，以歌曲《燒肉粽》成名，死於心肺衰竭。[96]
- 馬西米連諾·朱斯蒂（英语：Maximiliano Giusti），25歲，阿根廷足球運動員，死於交通意外。[97]
- 沃伊切赫·库尔皮耶夫斯基（波蘭語：Wojciech Kurpiewski），50歲，波蘭輕艇靜水競速運動員，奧運銀牌得主。[98]
- 椿原泰夫（日語：椿原 泰夫），84歲，日本右翼政治運動家，時任防衛大臣稻田朋美的父親。[99]

### 7日
- 王茂全，106歲，中国人民解放军少将。[100]
- 彼得·登頓（英语：Peter Denton (footballer)），70歲，英國足球運動員（考文垂、卢顿）。[101]
- 柳德米拉·伊万諾娃（英语：Lyudmila Ivanova），83歲，俄羅斯女演員（《办公室的浪漫》）。[102]
- 干沙路·比拉达（西班牙語：Gonzalo Peralta），36岁，阿根廷足球运动员。[103]

### 6日
- 張銳，42歲，中國大陸媒體人、企業家，「春雨醫生」創辦人。[104]
- 希迪波·哈穆滕尼亞（英语：Hidipo Hamutenya），77歲，納米比亞政治人物。[105]
- 托尼·莫特拉姆（英语：Tony Mottram），96歲，英國網球運動員。[106]

### 5日
- 米哈尔·科瓦奇，86岁，斯洛伐克共和国首任总统，死於帕金森病。[107]
- 保田道世（日語：保田 道世），77岁，日本动画色彩设计师，病逝[108]。
- 余元龍，年紀不明，台湾臺東縣海端鄉霧鹿村長，有「布農族的文人」之美譽，死於落石意外。[109]
- 魯德·坦普爾頓（英语：Rod Temperton），66歲，英國作曲家、唱片製作人。[110]（訃聞公佈日期）
- 井上龍夫（日語：井上 竜夫），74歲，日本演員、吉本新喜劇固定班底。[111]
- 迪克·豪格兰（英語：Dick Haugland），73歲，美國生物化學家。[112]
- 捷爾吉·馬庫斯（英语：György Márkus），82歲，匈牙利哲學家。[113]

### 4日
- 盧博廸（李德炯），加拿大資深電台傳媒人。[114][115]
- 王丽丽，50岁，中国女足首任队长，死於脑出血。[116]
- 譚秉榮（Bing Thom），75歲，香港建築師[117]
- 紀利男，76歲，台灣作曲家。[118]
- 優素福·阿拉卡卡爾（英语：Yusuf Arakkal），70歲，印度畫家。[119]
- 梅爾芬·瓊斯（英语：Merfyn Jones (footballer)），85歲，威爾士足球運動員（斯坎索普联、克鲁、切斯特城）。[120]

### 3日
- 蔡启瑞，104岁，中国科学院院士，中国催化化学主要奠基人。[121]
- 李宝华，山东莱芜钢铁集团有限公司医院医生，遇袭身亡。[122]
- 吉爾馬·阿斯密羅姆（英语：Girma Asmerom），年齡不詳，厄立特里亞政治人物。[123]
- 安東尼·古德曼（英语：Anthony Goodman (historian)），80歲，英國中世紀歷史學家。[124]
- 维塔利·胡塞伊诺维奇·多古日耶夫（俄語：Виталий Хуссейнович Догужиев），80岁，苏联政治人物。[125]

### 2日
- 林南生，64歲，中華民國政治人物，曾任立法委員、台南市議員、副議長等職。[126]
- 谢百三，68岁，中国金融证券专家，复旦大学教授，死於鼻咽癌。[127]
- 內維爾·馬里納爵士（英語：Sir Neville Marriner），92歲，英國指揮家。[128]
- 鮑比·莫洛伊（英语：Bobby Molloy），80歲，愛爾蘭政治人物，前下議院議員（英语：Teachta Dála）。[129]
- 白夜城（朝鲜语：백야성），80歲，韓國演歌歌手及作詞家。[130]
- 韋清田（Hayon），90歲，宜蘭縣南澳鄉泰雅族耆老，其擁有4項「傳統無形文化資產」指定傳習者，其中一項是唯一會建造「泰雅族半穴屋」的國寶級人物[131][132][133]。

### 1日
- 邱俊榮，85歲，台灣企業家、浴室設備製造商和成的總裁，死於心臟病。[134]
- 內斯特·阿瓦德（西班牙语：Néstor Ahuad），76歲，阿根廷政治人物，前拉潘帕省省長。[135]
- 大衛·赫德（英语：David Herd (footballer)），82歲，蘇格蘭足球運動員（阿森纳、曼徹斯特聯、蘇格蘭代表隊）。[136]